# サンタンドレ (タルヌ県)
サンタンドレ （Saint-André、オック語:Sent Andrieu）は、フランス、オクシタニー地域圏、タルヌ県のコミューン。

## 人口統計
| 1962年 | 1968年 | 1975年 | 1982年 | 1990年 | 1999年 | 2008年 | 2014年 |
| ------ | ------ | ------ | ------ | ------ | ------ | ------ | ------ |
| 189    | 179    | 135    | 107    | 102    | 106    | 101    | 95     |

参照元:1962年から1999年までは複数コミューンに住所登録をする者の重複分を除いたもの。それ以降は当該コミューンの人口統計によるもの。1999年までEHESS/Cassini、2006年以降INSEE。

## 出身者
- フィリップ・ピネル